# City of Clarence
City of Clarence är en kommun i Australien. Den ligger i delstaten Tasmanien, i den sydöstra delen av landet, nära delstatshuvudstaden Hobart. Antalet invånare var 54 819 vid folkräkningen 2016.
Följande samhällen finns i Clarence:
- Howrah
- Lindisfarne
- Bellerive
- Rokeby
- Lauderdale
- Warrane
- Acton Park
- Sandford
- Cambridge
- Seven Mile Beach
- Richmond
- South Arm
- Montagu Bay
- Opossum Bay
- Roches Beach